# Кляйн, Айка
Айка Кляйн (нем. Aika Klein; род. 26 ноября 1982) — немецкая шорт-трекистка, призёр чемпионата Европы 2004, 2005, 2008, 2009 и 2010 года. Участница зимних Олимпийских игр 2002, 2006 и 2010 года.

## Спортивная карьера
Айка Кляйн родилась в городе Росток, Германская Демократическая Республика. Тренировалась на базе клуба «ESV Turbine Rostock». Изучала экономику в одном из вузов Германии. Стажировалась в «Deutsche Telekom».
Дебютное выступление Кляйн на чемпионате Европы по шорт-треку 2004 года в голландском городе Зутермер закончилось сразу двумя медалями. Её команда в женской эстафете на 3000 м с результатом 4:27.055 заняла третье место забега, уступив первенство соперницам из Италии (4:26.764 — 3-е место) и России (4:26.687 — 1-е место). Вторую бронзовую медаль она выиграла в забеге на 3000 м. В финале, с результатом 5:43.759 она заняла третье место, уступив более высокие позиции соперницам из Италии (Марта Капурсо, 5:35.153 — 2-е место) и России (Татьяна Бородулина, 5:33.897 — 1-е место).
Последняя в её карьере, а также единственная золотая медаль была получена во время чемпионата Европы по шорт-треку 2010 года в германском городе Дрезден. Немецкие шорт-трекистки в женской эстафете на 3000 м с результатом 4:15.979 заняли первое место, обогнав соперниц из России (4:16.516 — 2-е место) и Нидерландов (4:18.263 — 3-е место).
На зимних Олимпийских играх 2010 года в Ванкувере Кляйн была единственной представительницей от Германии в женских соревнованиях по шорт-треку и принимала участие в забеге на 500, 1000 и 1500 м. В забеге на 500 м она не прошла квалификацию I-го раунда и в общем итоге заняла 28-ю позицию. В забеге на 1000 м она также не прошла квалификацию I-го раунда и в общем итоге заняла 16-ю позицию. На дистанции 1500 м в шестом забеге I-го раунда она была дисквалифицирована и прекратила дальнейшую борьбу.
В том же году она объявила о завершении карьеры конькобежца.